# Friedrich Theodor Führer
Friedrich Theodor Führer (*  7. Mai 1821 in Hamburg; † 27. Mai 1870 in Cannstatt) war ein deutscher Mediziner und Anatom.

## Leben
Friedrich Theodor Führer studierte an der Georg-August-Universität Göttingen Medizin, wurde zum Dr. med. et chir. promoviert, wirkte als Arzt in Hamburg und ab 1849 bei Bernhard von Langenbeck in Berlin und habilitierte sich 1852 in Jena als Privatdozent der pathologischen Anatomie. Nach einem längeren Aufenthalt in Paris mit Vorarbeiten zu seinem 1857 veröffentlichten „Handbuch der chirurgischen Anatomie“ nahm er seine Lehrtätigkeit in Jena nicht wieder auf und kehrte stattdessen nach Hamburg als Praktischer Arzt und Prosektor an der Anatomischen Lehranstalt zurück.
Wegen einer zunehmenden Verschlechterung seines Gesundheitszustandes verlegte er Jahre später seinen Wohnsitz nach Cannstatt bei Stuttgart, wo er am 27. Mai 1870 an Lungenschwindsucht verstarb.
Friedrich Theodor Führer wurde am 20. Dezember 1857 unter der Präsidentschaft von Christian Gottfried Daniel Nees von Esenbeck mit dem akademischen Beinamen A. Burns unter der Matrikel-Nr. 1845 als Mitglied in die Kaiserliche Leopoldino-Carolinische Deutsche Akademie der Naturforscher aufgenommen.
Von seiner Korrespondenz ist ein von ihm an Max von Pettenkofer gerichteter Brief vom 16. August 1867 überliefert.

## Schriften
- De pneumatosibus. Dieterich, Göttingen 1844 (Digitalisat)
- Beiträge zur chirurgischen Myologie. Reimer, Berlin 1850 (Digitalisat)
- Handbuch der chirurgischen Anatomie. Erste Abtheilung, Reimer, Berlin 1857 (Digitalisat)
- Handbuch der chirurgischen Anatomie. Zweite Abtheilung, Reimer, Berlin 1857 (Digitalisat)